# Slogs Herred
Slogs Herred (tysk: Schluxharde) hørte i middelalderen til Ellumsyssel. Senere kom det under Tønder Amt.
I herredet ligger følgende sogne:
- Burkal Sogn – (Aabenraa Kommune)
- Bylderup Sogn – (Aabenraa Kommune)
- Hostrup Sogn – (Tønder Kommune)
- Højst Sogn – (Tønder Kommune)
- Ravsted Sogn – (Aabenraa Kommune)
- Tinglev Sogn – (Aabenraa Kommune)